# Taulov
Taulov (tidigare: Tavlov Nebel) är en tätort i Fredericia kommun i Region Syddanmark i Danmark. Tätorten har 3 498 invånare (2024). Den ligger på Jylland, cirka 9,5 kilometer sydväst om Fredericia.